# Vulcão Peña Blanca
O vulcão Peña Blanca é um estratovulcão com dois cumes da cordilheira dos Andes na região de Atacama, Chile com 6030 metros de altitude.